# مهرجان عمان للعلوم
مهرجان عُمان للعلوم؛ فعالية علمية تستهدف جميع فئات المجتمع، يتم خلالها شرح وتقديم العلوم بطريقة تفاعلية غير تقليدية؛ لتحفيز الطلبة على الاستمرار في تعلم التخصصات العلمية. ويشارك في تنظيم فعالياتها مؤسسات من القطاعين الحكومي والخاص والخاصة.

## رؤيته
نحو مجتمع يواكب ويسهم في التطورات العلمية ولتكنولوجية من أجل مستقبل أفضل.

## أهميته
يُعتبر أداة حقيقية لاستثمار الطاقات البشرية لأنه:
- يعزز من القدرة التنافسية العالمية
- ينشط الاقتصاد المعرفي
- يعد بيئة جاذبةللمبدعين والمبتكرين
- يعزز مكانة سلطنة مان في مؤشرات الابتكار والتنافسية والإبداع.[3]

## أهدافه
يهدف المهرجان إلى:
- إيصال العلوم للطلبة وأفراد المجتمع بطريقة سهلة وتفاعلية.
- إيجاد اتجاه إيجابي نحو العلوم والابتكار والبحث العلمي.
- مواكبة التوجهات العالمية القائمة على نشر العلوم والتكنولوجيا.
- تشجيع الطلبة على إدراك أهمية العلوم في الحياة.
- تشجيع الطلبة على مواصلة التعلم في التخصصات العلمية.[3]

## دورية المهرجان
يقام كل سنتين، وأقيمت النسخة الأولى من المهرجان في عام 2017، في مركز عمان للمعارض والمؤتمرات في محافظة مسقط

## أركان المهرجان
يضم المهرجان الذي يقام على مساحة تقدر ب(12) ألف متر مربع على (70) ركنًا، منها:
- ركن الصحة والمهارات
- ركن التعليم
- ركن التجارة والاقتصاد
- معرض الابتكارات العلمية
- ركن المبتكرين
- ركن الفضاء وعلوم الطيران والأمن الغذائي
- ركن الذكاء الصناعي[5]

## شعبية المهرجان
يحظى المهرجان بمشاركة واسعة من أكثر من (110) من المؤسسات الحكومية والخاصةفي سلطنة عُمان، ويشارك فيه أكثر من (1000) مشارك، ويتضمن المهرجان فعاليات متنوعة بأكثر من (٤٥٠) فعالية منوعة، وحلقات علمية تفاعلية، كم يتضمن والمعارض العلمية للابتكارات، والتجارب والمسابقات العلمية، والمحاضرات والجلسات النقاشية، والمسرح العلمي.

## وصلات خارجية
- مهرجان عُمان للعلوم ٢٠٢٢.
- مهرجان عُمان للعلوم ٢٠١٧ ينطلق في ثلاث محافظات.
- افتتاح فعايات عُمان للعلوم ٢٠١٩.